# Haukilampi (sjö i Pertunmaa, Södra Savolax)
Haukilampi är en sjö i kommunen Pertunmaa i landskapet Södra Savolax i Finland. Sjön ligger 108,1 meter över havet. Arean är 86 hektar och strandlinjen är 7,24 kilometer lång. Sjön  ingår i Kymmene älvs huvudavrinningsområde.   Den ligger omkring 44 kilometer väster om S:t Michel och omkring 180 kilometer nordöst om Helsingfors. 
I sjön finns ön Pukinsaari. 